# Kickboxer 5
Kickboxer 5 (Redemption: Kickboxer 5, conosciuto anche come The Redemption) è un film americano di arti marziali del 1995 diretto da Kristine Peterson. Il film è la quinta voce della serie Kickboxer.

## Trama
Negaal è un ex kickboxer sudafricano diventato promotore che si sta preparando per avviare la propria organizzazione di kickboxing. Quando il campione americano David Sloane rifiuta di unirsi, Negaal manda i suoi uomini Moon, Bull e Pinto per eliminare David. David riesce a spezzare la gamba di Moon e a prevalere contro i suoi avversari.